# Steve Cardenas (Musiker)

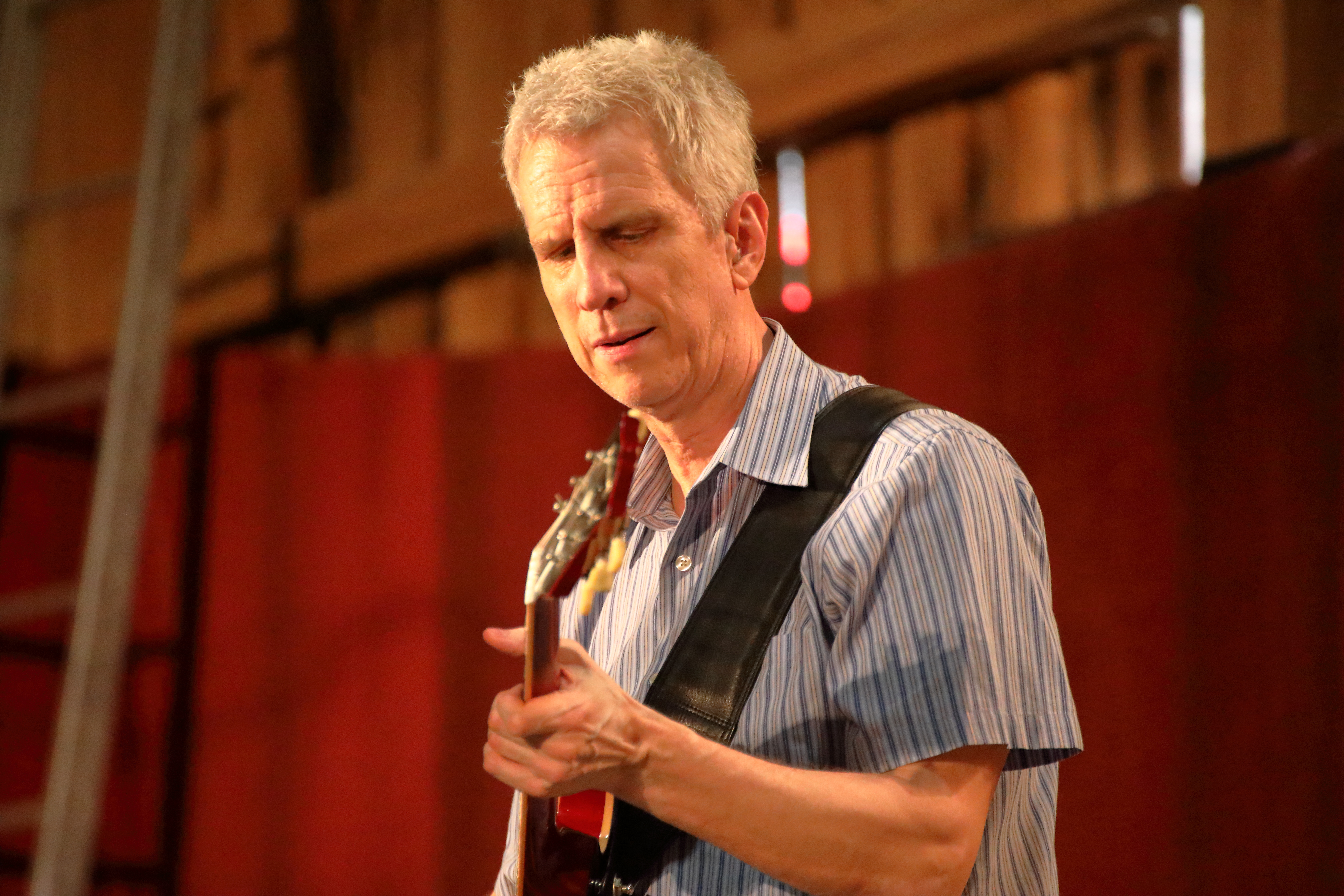
Steve Cardenas auf dem INNtöne Jazzfestival 2019

Steve Cardenas (* 5. Februar 1959) ist ein US-amerikanischer Jazzgitarrist.

## Leben und Wirken
Cardenas lebt in New York, wo er u. a. mit Bands unter Paul McCandless, Mark Isham und Jeff Beal, Marc Johnson und John Patitucci, Madeleine Peyroux und Norah Jones arbeitete. Er ist Mitglied von Paul Motians Band, Charlie Hadens Liberation Music Orchestra, Joey Barons Gruppe Killer Joey und des Ben Allison Quartet. Als Sideman nahm er u. a. mit Steve Million, Maria Muldaur, Mark Isham, Paul McCandless und der Rocksängerin Tracy Bonham auf. 2010 arbeitete er mit eigenem Trio aus Ben Allison und Mark Ferber, 2019 mit Ben Street und Anthony Pinciotti.
Cardenas tourte mehrfach durch Europa und trat dreimal beim Montreux Jazz Festival in der Schweiz auf. Er unterrichtete u. a. an der New School in New York, dem Musician's Institute in Hollywood, bei den Jamey Aebersold Summer Jazz Camps und an der University of Missouri. In den 2010er-Jahren arbeitete er weiterhin mit Adam Cruz, Eliane Elias, Chris Cheek, Ben Allison, Adam Kolker, Bria Skonberg, Adam Nussbaum, Mike Holober, Ted Nash und Kandace Springs. Im Bereich des Jazz war er laut Tom Lord zwischen 1978 und 2019 an 82 Aufnahmesessions beteiligt. In seinem Album Charlie and Paul (2017) interpretierte er Kompositionen von Charlie Haden und Paul Motian, von denen drei noch nie veröffentlicht wurden, und vier von Haden. „Die Interpretationen sind von nuancierter Understatement und Zartheit, aber nicht ohne ernstes Rückgrat“, schrieb Geoff Winston in London Jazz News. „Man spürt die tiefste Wertschätzung, die sich aus den individuellen Erfahrungen jedes Musikers ergibt, und die Erkenntnisse, die durch die einzigartige und nachhaltige Auseinandersetzung mit zwei so bedeutenden Persönlichkeiten gewonnen werden.“

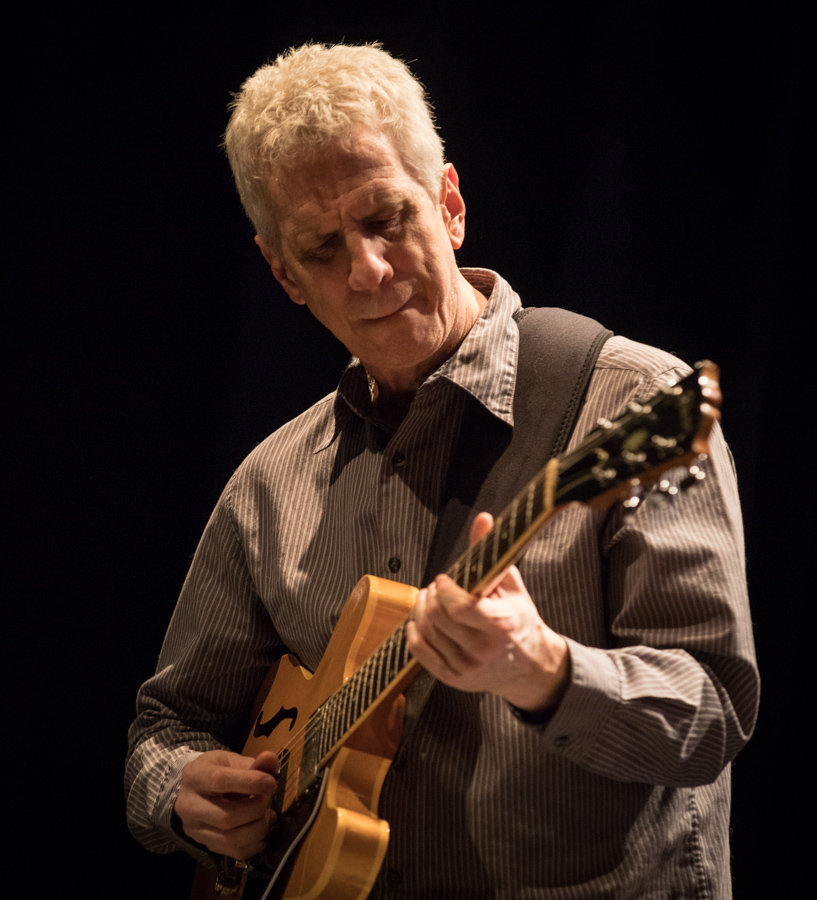
Steve Cardenas

## Diskographische Hinweise
- Shebang (Fresh Sound, 2000, mit Larry Grenadier, Kenny Wollesen)
- Panoramic (Fresh Sound, 2002, mit Tony Malaby, Larry Grenadier, Kenny Wollesen)
- Melody in a Dream (Sunnyside, 2012, mit Shane Endsley, Thomas Morgan, Joey Baron)
- Charlie & Paul (Newvelle, 2017, mit Loren Stillman, Thomas Morgan, Matt Wilson)
- Blue Has a Range (Sunnyside 2020, mit Jon Cowherd, Ben Allison, Brian Blade)[3]
- Steve Cardenas, Ben Allison, Ted Nash: Healing Power: The Music of Carla Bley (2022)